# マデリン・マクカーン失踪事件
マデリン・マクカーン失踪事件（マデリン・マクカーンしっそうじけん）は2007年5月3日ポルトガルで女児が行方不明になった事件。

## 概要
彼女は家族と一緒にポルトガル南部で家族旅行の途中何者かによって連れ去られた。彼女の両親は事件発生の夜、長女のマデリンと双子の妹・弟をホテルの部屋へ残し食事へ出かけたが、その後部屋に戻ると窓ガラスが割られており、彼女は既に姿を消していた（マデリンの妹・弟は残されていた）。
彼女の両親はメディアを通じて、娘を無事に帰らせてほしいというメッセージを犯人に呼びかけている。だが、2023年1月現在、いまだに彼女は見つかっていない。
2020年6月、ドイツの検察当局は、事件当時にアルガルヴェ地域に住んでいたドイツ人の男によって、マデリンが殺害されていたことを示す証拠があることを発表。2023年5月22日、ポルトガル警察はドイツ当局の要請により、同国南部にある貯水池周辺の捜索を開始した。